# سلطان خسروه
سلطان خسروه هو مخرج كويتي أخرج العديد من الأعمال الفنية مثل أمي دلال والعيال، خادمة القوم، تذكرة داود، سبع أبواب وبلاغ نهائي.

## التعليم
حصل خسروه على بكالوريوس المعهد العالي للفنون المسرحية، تخصص تمثيل وإخراج.

## مسيرته الفنية
بدأ خسروه مسيرته الفنية كمخرج منفذ، ومساعد مخرج مع محمد دحام الشمري، من خلال مسلسل عرس الدم وآخر صفقة حب وساهر الليل والهدامة، توقف بعدها عن العمل مع دحام بسبب رحلة علاجية مع والدته لمدة ثلاثة أشهر ثم قرر الانفصال والعمل كمخرج. كان أول تجاربه السينمائية بعنوان شي ضاع من إنتاج تلفزيون الكويت، ومن تأليف سعيد الملا، وبطولة كل من محمد العجيمي وانتصار الشراح. كما قام بإخراج العديد من الأعمال الدرامية المسرحية مثل حفرتان في حفرة التي عرضت في مهرجان الكويت المسرحي الثأمن، مغسلة عربية، وآه أيتها العاصفة.
أخرج خسروه في 2013 مسلسل دو ري مي وهو مسلسل خليجي غنائي درامي من 15 حلقة ومن إنتاج باسم عبد الأمير.
في عام 2014، أخرج مسلسل ست كوم تذكرة داود الذي عرض في رمضان 2014، من بطولة منى شداد ود اود حسين ومن تأليف جمال سالم. وفي 2020، أخرج المسلسل الكويتي سبع أبواب، وهو من تأليف وتأليف عبد المحسن الروضان.
في 2023، أخرج مسلسل بلاغ نهائي، من تأليف عبد المحسن الروضان، وتدور احداثه بين أكثر من فترة زمنية في قالب اجتماعي، شارك في بلاغ نهائي كل من تركي اليوسف، هند كمال، عبد العزيز الحداد، علي السبع وناريمان الصابوري.

## أعماله
- آخر صفقة حب
- ساهر الليل
- الهدامة
- أمي دلال والعيال
- التنديل
- بلاغ نهائي
- خادمة القوم
- تذكرة داود
- سبع أبواب
- عرس الدم

## روابط خارجية
- سلطان خسروه على موقع قاعدة بيانات الأفلام العربية